# Rod McCall
Roderick James McCall (Brisbane, 20 de septiembre de 1963) es un exrugbista y empresario australiano, que se desempeñaba como segunda línea. Fue internacional con los Wallabies de 1989 a 1995 y se consagró campeón del mundo en Inglaterra 1991.

## Carrera
Debutó en la primera de los Brothers Rugby Club en 1982 y jugó con ellos hasta 1985, cuando fue anunciado para los Queensland Reds (la selección provincial). Con estos últimos jugó hasta su retiro a los 32 años en el Súper Rugby 1996, siendo esta su única experiencia como profesional; ya que el rugby se profesionalizó en el hemisferio sur recién en esa temporada.
En 1989 su compatriota Bob Templeton lo convocó (aun sin haber sido internacional) a World XV, para disputar el centenario de la Unión Sudafricana de Rugby y jugó las dos pruebas ante los Springboks. Aquel evento resultó en una polémica deportiva y un repudio internacional por el rugby y apartheid.
En 1996 fue invitado a los Barbarians y enfrentó a Escocia, en una recaudación de fondos y homenaje para las víctimas de la masacre de Dunblane. En los años 2000 fue miembro de la junta directiva de Rugby Australia hasta 2009, cuando renunció para asumir como presidente de la Unión de Rugby de Queensland.

## Selección nacional
Bob Dwyer lo convocó a los Wallabies por vez primera en noviembre de 1989, para disputar las pruebas de fin de año y debutó frente a Les Bleus.
En 1992 ganó la Copa Bledisloe y marcó su único try contra los Dragones rojos. En total jugó 40 pruebas y anotó cinco puntos.

### Participaciones en Copas del Mundo
Dwyer lo llevó a Inglaterra 1991 como titular, alineándose con la leyenda John Eales. Jugó la final y debió marcar al irlandés Neil Francis, el neozelandés Gary Whetton y al inglés Paul Ackford.
| Mundial                       | Sede       | Resultado        | PJ | Tries |
| ----------------------------- | ---------- | ---------------- | -- | ----- |
| Copa Mundial de Rugby de 1991 | Inglaterra | Campeón          | 5  | 0     |
| Copa Mundial de Rugby de 1995 | Sudáfrica  | Cuartos de final | 3  | 0     |

En Sudáfrica 1995 Dwyer repitió la segunda línea y McCall fue el capitán ante Rumania. Debió marcar al sudafricano Hannes Strydom y al inglés Martin Bayfield, siendo esta su última prueba.